# NGC 1126
NGC 1126 (другие обозначения — MCG 0-8-38, ZWG 389.38, PGC 10868) — спиральная галактика (Sb) в созвездии Эридан. Открыта Льюисом Свифтом в 1886 году. Описание Дрейера: «очень тусклый, маленький объект круглой формы, к востоку расположена NGC 1132».
Этот объект входит в число перечисленных в оригинальной редакции «Нового общего каталога».